# 土豚
土豚（學名：Orycteropus afer），又稱土豬或食蟻熊，是管齒目土豚科现存的唯一物种，屬土豚屬，是活化石動物。

## 特征

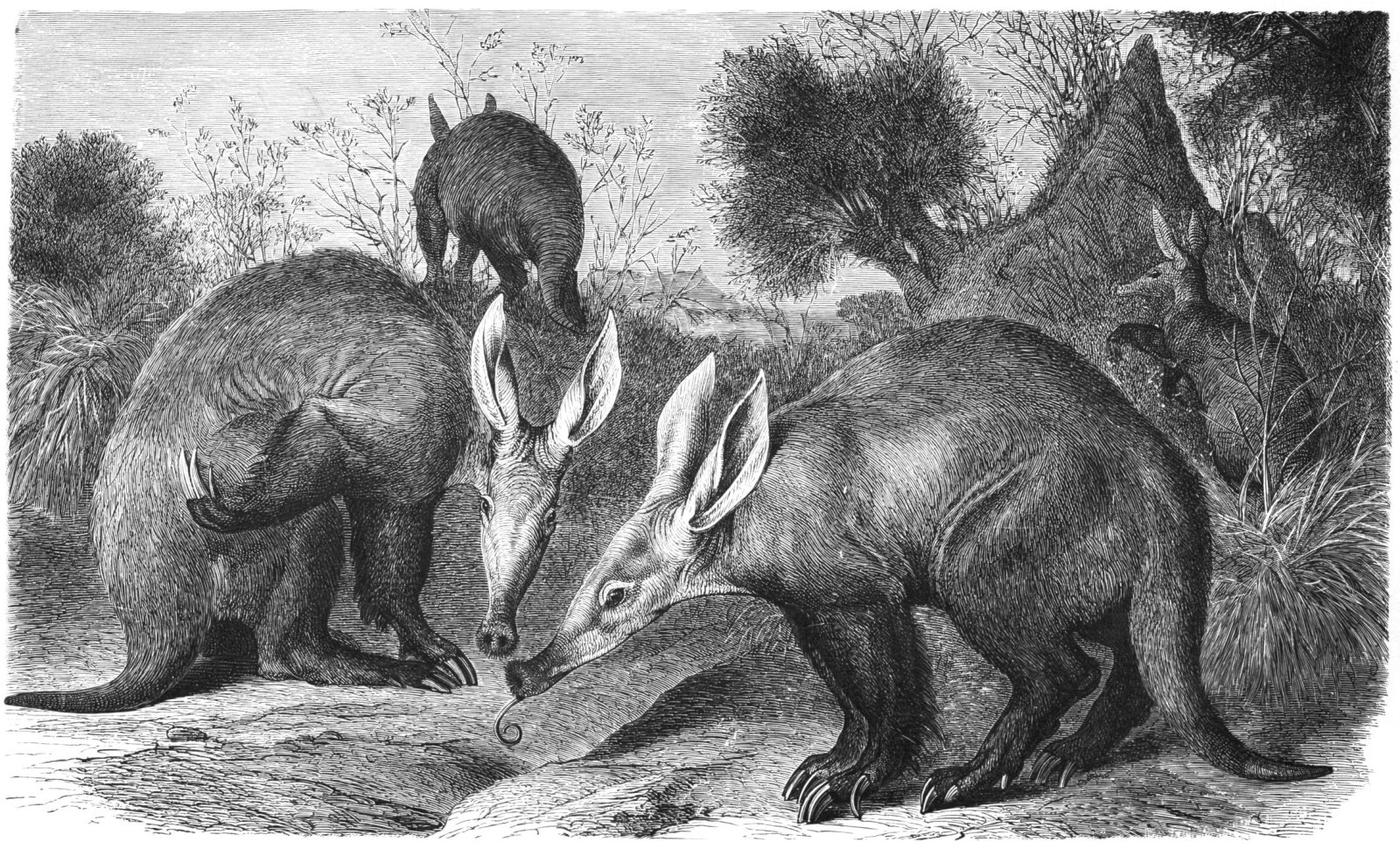
画中的土豚

仅分布于撒哈拉沙漠以南的非洲。无蹄、有锋利的爪，且以动物性食物为主食，長1—1.5（3英尺3英寸—4英尺11英寸），如果算上尾巴可达2.2米。耳長，吻如豬，舌長而粘。爪強而有力，第二和第三趾以蹼状组织相连，善掘洞。夏天产仔。穴居，白天休息，夜间外出，以蚂蚁、白蟻等昆虫为食。棲息在草原和森林，類似食蟻獸，但不相同，夜行為主。

## 分类
土豚科曾一度被列为贫齿目（也叫管齿类）的一个成员，该类系谱可追溯到6000万年前。后来又被认为起源于踝节目而被归类为有蹄总目，直到近年分子生物学的新发现，才被列入非洲兽总目下的一个目，与大象、海牛、象鼩等有亲缘关系。

## 保护现状
管齿目在演化史中，是正在衰亡的一个类群，发现的化石不多，虽然土豚的众多近亲都已经灭绝，但是现存的土豚尚没有受到威胁。